# Ještěrkovec
Ještěrkovec (Saururus) je rod vlhkomilných, vytrvalých, středně vysokých rostlin rostoucích v subtropických a tropických oblastech. Rostliny jsou nápadné výrazným klasnatým květenstvím s bledě žlutými květy, nejčastěji se vyskytují ve stojatých nebo jen pomalu tekoucích vodách. Své jméno dostal rod podle květenství a plodů, které připomínají ještěrčí ocas.

## Rozšíření
Rostliny rostou na vlhkých místech u břehů vodních nádrží nebo rozlévajících se toků, často také v močálech, bažinách i v rýžovištích. Dobře rostou i na místech, která bývají dlouhodobě zaplavená vodou.
Rod je tvořen dvěma druhy, z nichž jeden roste v Číně a druhý v Severní Americe.
- ještěrkovec čínský (Saururus chinensis)
- ještěrkovec nicí (Saururus cernuus)

To napovídá, že rostlina je starobylá a pochází již z období před oddělením Ameriky od zbytku pevniny.

## Popis
Vytrvalá bylina s rýhovanou dutou lodyhou, obvykle u báze plazivou a dále vystoupavou, která se často opírá o okolní rostliny. Větvená lodyha je porostlá jednoduchými listy s řapíky a palisty, které vytvářejí pochvu. Čepele listů jsou celistvé s pěti až sedmi výraznými bazálními žilkami.
Květenství je složené ze 100 až 350 drobných, žlutavě bílých, oboupohlavných květů, které vytvářejí úzký hrozen bez listenů. Květenství vyrůstá vztyčené z úžlabí listu nebo na konci lodyhy, bývá dlouhé až 35 cm a mívá svěšený vrchol, jehož vřeteno se s kvetením prodlužuje.
Květ bez květního obalu mívá tři až osm volných, bílých tyčinek, jejich nitky bývají asi stejně dlouhé jako podlouhlé prašníky. Semeník je horní, srostlé pestíky mohou být dva až čtyři, stejně tolik jako je plodolistů a čnělek. Rozkvétají obvykle v průběhu června a července.
Plodem je tvrdka, obvykle obsahuje tři až čtyři plůdky (semena). Ještěrkovec se může rozmnožovat pohlavně semeny. Mnohem častěji však dochází k vegetativnímu šíření rozrůstáním oddenků. Nová rostlina také vyroste z odlomeného kousku oddenku odplaveného vodou nebo z části lodyhy plovoucí po hladině.

## Význam
Ještěrkovců se občas využívá jako půdokryvných rostlin, které se rozrůstají a spolehlivě potlačují plevelné druhy. Vysazují se k okrasným rybníčkům, kde dobře působí svými sytě zelenými listy a bělavými hrozny květů. Pro živočichy jsou rostliny považované za nejedlé.

## Galerie

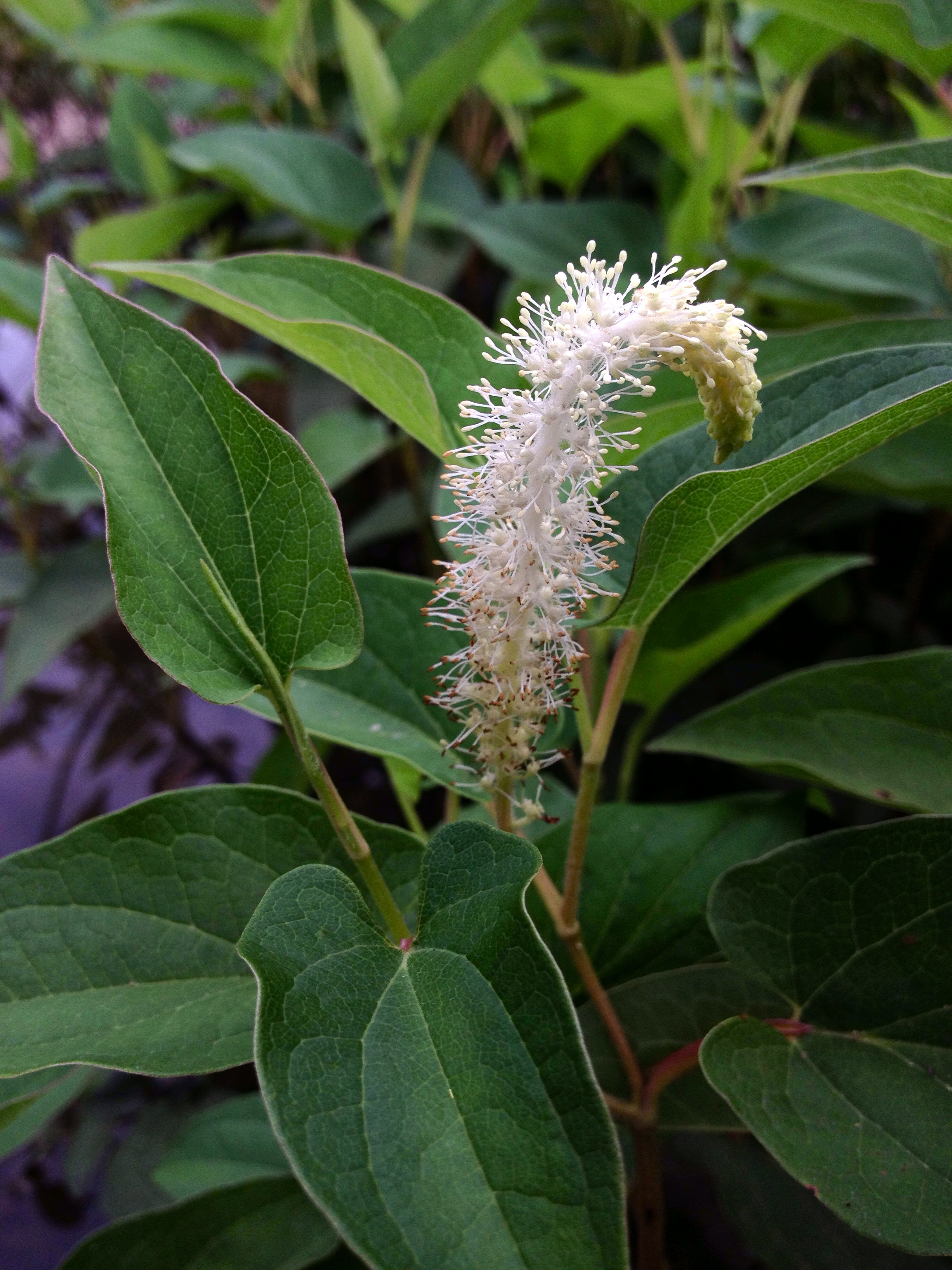
Květenství ještěrkovce nicího
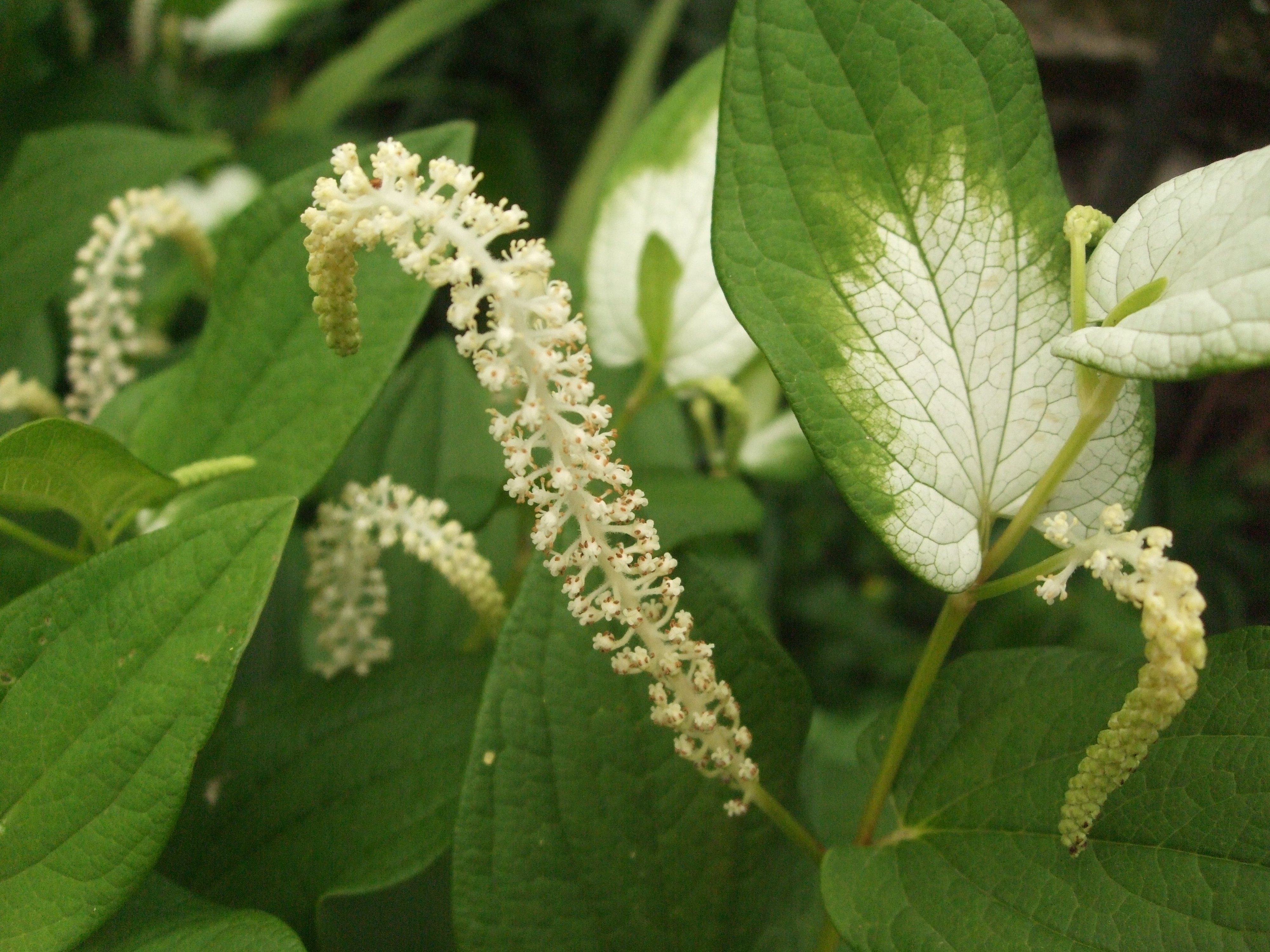
Květenství ještěrkovce čínského